# Lajtai Kadocsa Klári
Lajtai Kadocsa Klári (Székesfehérvár, 1967. január 31.) andragógus, művészeti menedzser, rendezvényszervező.

## Élete
Édesapja Dr. Kadocsa István (1910) ügyvéd, édesanyja Látits Klára (1942) gyógyszerész asszisztens. Gyermekei:
Zsolt (1986), Ákos (1987), Dávid (1990), Dániel (1991), András (2006).

## Tanulmányai
- Eötvös Loránd Tudományegyetem Pedagógia és Pszichológiai Kar - Andragógia szak/Művelődésszervező szakirány
- Moholy-Nagy Művészeti Egyetem - Művészeti menedzser szak
- Gundel Károly Idegenforgalmi Szakiskola - Vendéglátó szakmenedzser
- Teleki Blanka Gimnázium és Általános Iskola (Székesfehérvár) - Érettségi

## Képzettségei
- A pályaorientáció rendszerének tartalmi és módszertani fejlesztése - életpálya tanácsadó
- Mentálhigiénés segítő
- Pályázatírás, projekttervezés
- Számítógép-használói OKJ jogosítvány
- Rendezvényszervező
- Lovas marketing szakhostess
- Lakberendező
- Virágkötő

## Szakmai tevékenysége
Vezető művelődésszervezőként javaslatokat tesz munkatervek kidolgozásához, valamint beszámolók elkészítéséhez. Feladatköréhez tartozik a szakmai programok összeállítása, megszervezése, lebonyolítása. Kiállításokat szervezett többek között Bein Klára, Góth Katalin, Göbölyős Márta, Manninger Mária, Pannonhalmi Zsuzsa, Radnai Mária iparművészeknek. Parrag Emil festőművész négy korszakát bemutató kiállítás-sorozatából hármat ő szervezett meg. Megnyitotta Simon M. Veronika festőművész 2006-os budafoki tárlatát és a Magyar Gyermekrajz Világmúzeum 2005-ös kiállítását. 2006-ban Budafokon megszervezte St. Martin koncertjét. Rákosmentén, a Csabai Juniálison először mutatta be Japán kultúráját és művészetét. eTanácsadók menedzsereként feladatai közé tartozott a képzési és motivációs koncepció kidolgozása, stratégiai terv elkészítése, szakmai programok szervezése, előkészítése, lebonyolítása.

## Médiaszereplése
Televíziókban (Duna Televízió, Lélek TV, Magyar Televízió, Rákosmente TV, RTL Klub, TV2) és rádiókban (Fúzió Rádió, Magyar Katolikus Rádió, Rádió 17) gyakran szerepel.

## Publikációi
Számos folyóirat közli írásait (A Kisgyermek, Elit Magazin, Esküvői Divat Magazin, Magyar Esküvő Magazin, NapSziget, Új Katedra).

## Külső hivatkozások
- hivatalos honlap
- facebook